# 20-GATE
20-GATE је алгебарски програмски језик креиран 1965. године у Мелон Универзитету у Карнегију за Бендикс Г-20 компјутер.